# Kryotank

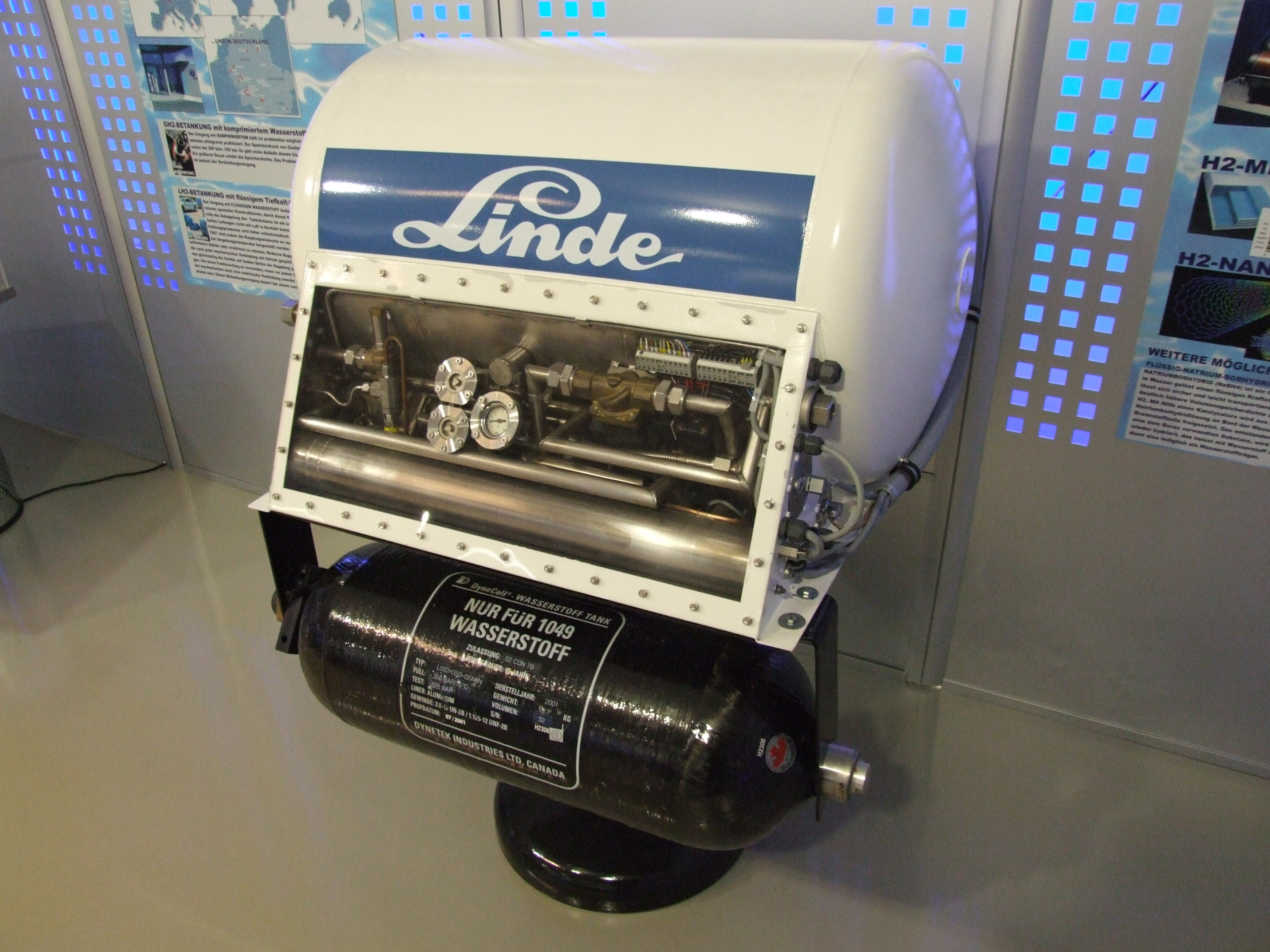
Flüssigwasserstoff-Kryotank (oben, weiß) im Vergleich zu einem Wasserstoff-Hochdruckbehälter (unten, schwarz)

Ein Kryotank ist ein tiefkalter Speicher zur Lagerung. Kennzeichen ist insbesondere eine gute Isolierung ohne Kühlung.
Kryotanks für Gase werden beispielsweise als Kraftstofftank für Kraftfahrzeuge eingesetzt, die Kraftstoffe wie Flüssigerdgas (LNG) oder Flüssigwasserstoff (LH2) speichern.
LNG kann so bei niedrigen Drücken (2 bar) aber tiefen Temperaturen (−160 °C) im Fahrzeugtank gespeichert werden, LH2 wird bei −253 °C gelagert. Ein LH2-Kryotank fand unter anderem im BMW Hydrogen 7 Verwendung.
Da der Kryotank im Fahrzeug keine eigene Kühlung besitzt, ist eine besondere Isolierung erforderlich. Zusätzlich muss der Druck begrenzt werden, da der Kryotank normalerweise nicht für den Druck ausgelegt wird, bei dem sich der verflüssigte Inhalt wieder in Gas (Boil-off-Gas) verwandelt hat. Bei Wasserstoff-Fahrzeugtanks geht man (nach Stand der Technik 2015) von etwa 2 % Verlust je Tag aus, wenn der Druckanstieg nicht durch Gasentnahme für den Motor reduziert wird.
Einige konstruktive Einschränkungen für Kryotanks in Fahrzeugen lässt sich der Patentliteratur entnehmen, so soll nur Boil-off-Gas entnommen werden, um die Kühlwirkung zu gewährleisten und den Verlust zu minimieren, die Entnahme erfolgt am obersten Punkt, der zusätzlich durch Trennbleche geschützt wird, damit auch bei Kurvenfahrt nur gasförmiger Kraftstoff entnommen wird.
Spezielle Einbauten stellen sicher, dass der Tank in fast jeder Lage Gas abgibt, und keine Flüssigkeit.
Ob für die Speicherung eines verflüssigten Gases ein Kryotank benötigt wird, oder ob es allein unter Druck flüssig gehalten werden kann, hängt von der kritischen Temperatur des jeweiligen Gases ab. So benötigen flüssige Propan-Butan-Gemische (kritische Temperatur bei mindestens 96 °C), als Kraftstoff unter den Bezeichnungen LPG oder Autogas bekannt, unter normalen Umweltbedingungen nur einen Druckspeicher, aber keinen Kryotank.
Eine weitere Anwendung von Kryotanks ist die tiefkalte Konservierung von Bioproben in Kryobanken.